# Álvaro Morte

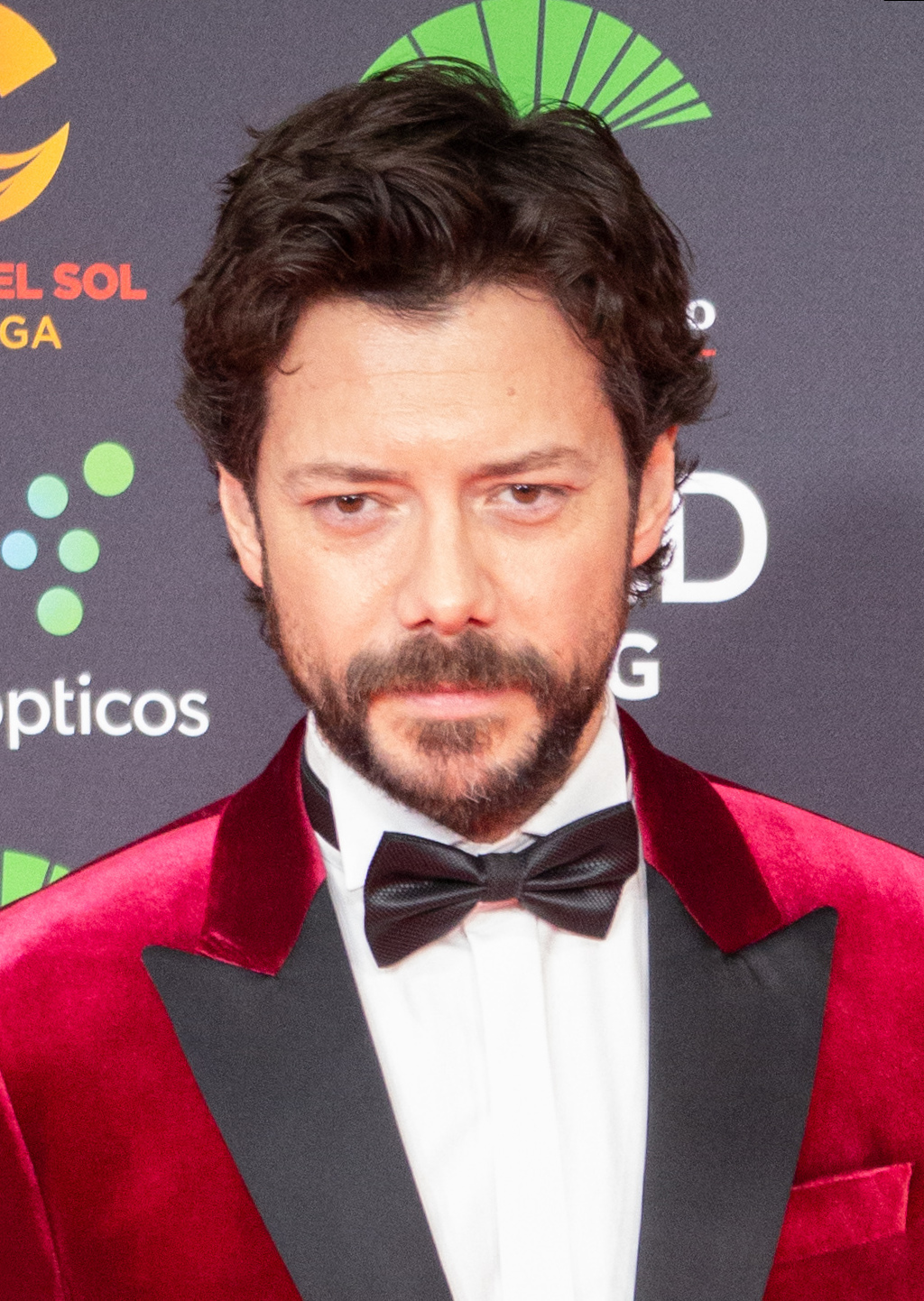
Álvaro Morte (2020)

Álvaro Morte (* 23. Februar 1975 als Álvaro Antonio García Pérez in Algeciras, Cádiz) ist ein spanischer Schauspieler. Internationale Bekanntheit erlangte er vor allem durch seine Rolle als Der Professor in der spanischen Netflix-Serie Haus des Geldes.

## Werdegang
Er begann seine Schauspielkarriere in Spanien 2002 mit der Fernsehserie Hospital Central und war dort in zwei Folgen zu sehen. Nach vielen kleineren Nebenrollen in spanischen Fernsehserien spielte Morte zwischen 2012 und 2013 in der Fernsehserie Bandolera erstmals in 14 Episoden für Antena 3.
2014 wurden Morte und seine Ehefrau Blanca Clemente, eine Stylistin, Eltern der Zwillinge León und Julieta. Das Paar gründete außerdem eine Theatergruppe namens 300 Pistolas.
Der Durchbruch gelang ihm 2017 mit der spanischen Heist-Serie Haus des Geldes. Nach der spanischen Ausstrahlung auf Antena 3 im Mai 2017 stellte Netflix die Serie im Dezember 2017 weltweit zur Verfügung. Morte übernahm die Hauptrolle als Der Professor, die er bis zum Serienfinale im Dezember 2021 spielte, und wurde dadurch international bekannt.

## Filmografie
- 2002: Hospital Central (Fernsehserie, 2 Episoden)
- 2002: Policías, en el corazón de la calle (Fernsehserie, 3 Episoden)
- 2007–2008: Planta 25 (Fernsehserie, 64 Episoden)
- 2008: Aída (Fernsehserie, 1 Episode)
- 2009: A ver si llego! (Fernsehserie, 6 Episoden)
- 2009–2010: Cuéntame cómo pasó (Fernsehserie, 4 Episoden)
- 2010: Las chicas de oro (Fernsehserie, 1 Episode)
- 2012: Isabel (Fernsehserie, 1 Episode)
- 2012: La memoria del agua (Mini-Serie, 2 Episoden)
- 2012–2013: Bandolera (Fernsehserie, 14 Episoden)
- 2014: Bienvenidos al Lolita (Fernsehserie, 4 Episoden)
- 2014: El Príncipe (Fernsehserie, 1 Episode)
- 2014: Víctor Ros (Fernsehserie, 1 Episode)
- 2014: Amar es para siempre (Fernsehserie, 32 Episoden)
- 2014–2017: El Secreto de Puente Viejo (Fernsehserie, 537 Episoden)
- 2017–2021: Haus des Geldes (La casa de papel, Fernsehserie, 41 Folgen)
- 2018: Parallelwelten
- 2019–2020: The Pier (El embarcadero, Fernsehserie)
- 2020: Haus des Geldes (La Casa de Papel: El Fenómeno)
- 2020: The Head (Fernsehserie, 6 Folgen)
- 2021: Das Rad der Zeit (The Wheel of Time, Fernsehserie, 2 Folgen)
- 2022: Die Spur der Knochen (Objetos)
- 2022: Ohne Grenzen (Sin límites, Fernsehmehrteiler)
- 2024: Immaculate